# 伊万·莫西尼奇
伊万·莫西尼奇（Ivan Močinić，1993年4月30日—）是一名克罗地亚足球运动员，司职中场，现在效力于克罗地亚足球甲级联赛球队伊斯特拉。

## 俱乐部生涯
2011年，莫西尼奇进入家乡球队里耶卡一队。2011年10月，他在里耶卡客场挑战萨格勒布迪纳摩的比赛上演职业生涯首秀。他在2011/12赛季出场13次，并在赛季最后一轮对阵卡尔洛瓦茨的比赛收获在联赛的首个进球。 之后他的出场次数逐渐增多，并在2013/14赛季确保球队主力的位置。

## 国家队生涯
莫西尼奇曾入选克罗地亚各级国家青年队。2014年5月底，在没有为成年国家队出战的情况下，他被列入克罗地亚参加2014年世界杯足球赛的最终23人名单。